# Joël Kotek
Joël Kotek, né le 14 mai 1958 à Gand, est un politologue et historien belge, de mère d'origine austro-hongroise et de père polonais.

## Biographie
Après une (2e) licence en histoire contemporaine de l'université libre de Bruxelles (ULB, 1980), il a soutenu sa thèse de doctorat en science politique à Institut d'études politiques de Paris en 1992 : Paix et guerre parmi les jeunes et les étudiants : les organisations internationales de jeunesse et d'étudiants dans la Guerre froide, 1935-1967 : contribution à l'étude de la Guerre froide (directeur de thèse : Pierre Hassner ; président de thèse : Alfred Grosser), puis deux DEA en Études européennes et soviétiques (directeur : Hélène Carrère d'Encausse). Il a été boursier Wiener Anspach à Oxford au St Antony's College. Joël Kotek occupe aussi, depuis 1989, les fonctions de Conseiller de direction au Parlement francophone bruxellois. Il y dirige la cellule des relations publiques et internationales.
En 2000, il publie avec Pierre Rigoulot Le Siècle des camps, qui sera traduit en 6 langues et qui vaudra le prix Chateaubriand à ses auteurs.
Son travail porte essentiellement sur les questions de génocide, (notamment la Shoah), d'antisémitisme et de nationalisme, ainsi que sur la construction de l'Europe.
Il est professeur de sciences politiques à l’ULB et à l'IEP de Paris. Il a enseigné aussi à l'École supérieure de journalisme de Lille. Il est actuellement secrétaire général du Centre européen d'études sur le racisme (CEESAG). Il a été de 2003 à 2007 directeur de la formation au Mémorial de la Shoah de Paris Centre de documentation juive contemporaine (CDJC). Il est membre du comité de rédaction de la Revue d'études de la Shoah, du Israel Journal of Foreign Affairs, du conseil scientifique de Yahad-In Unum du Père Patrick Desbois. Il est, depuis 2002, le correspondant belge du Stephen Roth Institute for the Study of Contemporary Antisemitism and Racism. En 2002, il fut invité comme conférencier au World Economic Forum de Davos qui se tint, cette année-là, à New York. En 2001, il avait déjà été invité à l'European Economic Forum de Salzbourg.
Il est membre du conseil d'administration du Musée juif de la Shoah de Malines et dirige la revue Regards, le mensuel du Centre communautaire laïc juif (CCLJ). Il appartient au conseil scientifique du projet Aladin, parrainé par l'UNESCO, qui vise à une meilleure compréhension de la Shoah au sein du monde arabo-musulman. Il est également membre du Comité international de conseil et de rédaction du conseil israélien aux affaires étrangères. 
En 2011, il supervise une bande dessinée nommée Préjugés décrivant 12 épisodes de l'antisémitisme à travers les âges qui sera remis aux écoles suisses romandes sous l'égide de la Coordination intercommunautaire contre l’antisémitisme et la diffamation.

## Ouvrages
- L'Affaire Lyssenko ou l'histoire réelle d'une science prolétarienne en Occident, avec Dan Kotek, Paris/Bruxelles, PUF/Complexe, 1986.
- Les jeunes belges et la politique internationale, sondage et étude réalisée avec Jean-Louis Jaumin, CERIS, 1988.
- La communauté européenne et ses stagiaires en 1989, Les stagiaires de la Commission Européennes, l'Europe et la politique Internationale - Images, structures et représentations (avec Eric Philippart), CERIS, Brussels, 1989
- L'Europe et ses étudiants juifs : l'UEEJ, le Komsomol et l'Agence juive, 1978-1988, Bruxelles, Éd. Zweistein, 1990.
- La nouvelle Europe centrale : histoire de l'Europe kidnappée, actualité de l'Europe libérée, Bruxelles, Université libre de Bruxelles, Centre d'étude des relations internationales, 1990.
- Joël Kotek et Raul Hilberg, L'Insurrection du ghetto de Varsovie, Bruxelles/Paris, Éditions Complexe, 1994, 150 p. (ISBN 2-87027-543-9, lire en ligne)
- L'Europe et ses villes-frontières (dir.), Éd. Complexe, 1996.
- (en) Students and The Cold War, Macmillan/St Martin Press, 1996.
- (en) Brussels and Jerusalem, from Conflict to Resolution, Truman institute, 1996 avec Steven Kaplan et Simone Susskind.
- La jeune garde : entre KGB et CIA, la jeunesse mondiale, enjeu des relations internationales, 1917-1989, Paris, Seuil, 1998.
- L'école face au racisme et les jeunes au défi de l'ethnicité, avec Ahmed Medhoune, Quorum, Gerpinne, 1998,
- 'Divided Cities', avec N. Kliot et Y. Mansfield, Pergamon press, 1999.
- Europe contre Europe. L'Union européenne au défi des identités nationales et religieuses des pays d'Europe orientale, avec Olivier Gillet, Quorum, Bruxelles, 1999.
- Le siècle des camps : détention, concentration, extermination : cent ans de mal radical, avec Pierre Rigoulot, Paris, JC Lattès, 2000.
- L’Europe et l’Ukraine au défi du 21e siècle, actes du colloque de Yalta 2000, 350 pages, Institut des Relations Internationales de Kiev de l’Université Taras Shevshenko, Kiev, 2000 (avec Valeri Kopeika). L’ouvrage est édité en langue ukrainienne avec le soutien de l’Union européenne.
- Au nom de l'antisionisme : l'image des Juifs et d'Israël dans la caricature depuis la seconde Intifada, avec Dan Kotek, avant-propos de Plantu, Bruxelles, Éd. Complexe, 2003.
- La Belgique et ses Juifs : de l'antijudaïsme comme code culturel, à l'antisionisme comme religion civique, Études du CRIF, 2004.
- La carte postale antisémite : de l'affaire Dreyfus à la Shoah, avec   Gérard Silvain, Paris, Berg, 2005.
- Antisemitism in Caricatures: Graphic Art in the Service of Hatred, Institute of the World Jewish Congress, Jerusalem, 2015.
- (en) Cartoons and extremism: Israel and the Jews in Contemporary Arab and Western Cartoons, Vallentine Mitchell, London, 2008.
- Enseigner la Shoah au collège et au lycée, cahier pédagogique, CDJC, Paris, 2009, avec Iannis Roder
- Dictionnaire de la Shoah, Ouvrage collectif avec Georges Bensoussan, Édouard Husson et Jean-Marc Dreyfus, coauteurs, Larousse, Paris, 2009.
- Scénario et cahier pédagogique de Préjugés, une BD racontant L'histoire de l'antisémitisme à travers les âges, CICA, Genève, 2012
- Mickey à Gurs. Les Carnets de Horst Rosenthal, avec Didier Pasamonik, Paris, Calmann-Lévy, 2014.
- Israël et les médias francophones au miroir du conflit gazaoui, CCOJB, Bruxelles, 2015.
- Israel and the Belgian Media: A Mirror of the Israel–Gaza Conflict (July–August 2014) Between Disinformation, Deformation, and Importing the Conflit, ISGAP Occasional Paper Series, Number 2, New York, July 2015.
- 1939, le quatrième partage de la Pologne (sld.), Académie Royale de Belgique, Bruxelles, 2015.
- Février 1945, la conférence de Yalta (sld.), Académie Royale de Belgique, Bruxelles, 2016.
- Shoah et Bande dessinée, l'image au service et la mémoire, Denoël, Paris, 2017, avec Didier Pasamonik.